# NASCAR Kart Racing
NASCAR Kart Racing es un videojuego de carreras de karts  que se lanzó para la consola Wii el 10 de febrero de 2009. El juego presenta catorce conductores NASCAR reales y diez conductores ficticios. Los conductores de portada son, de izquierda a derecha, Carl Edwards, Kyle Busch, Dale Earnhardt Jr., Jeff Gordon, Tony Stewart y  Jimmie Johnson. Otros conductores que aparecen en el juego son Jeff Burton, Denny Hamlin, Kasey Kahne, Kevin Harvick, Elliott Sadler y Matt Kenseth. Joey Logano y Richard Petty son conductores desbloqueables en el juego, ya sea ganando una cantidad de trofeos o descubriendo su código de trampa. Los conductores ficticios del juego son Maurice L'eclair, Monica Torres, Kelly Kates, Linda Leadbetter, Shakes McDaniel, Thriller Tadwell, Billy Backfire, Bobby Backfire, Luke Trigger y Terri Winsome.
Este sería el único título de NASCAR de EA producido para 2009 y el último juego de la serie EA Sports NASCAR. Debido a las bajas cifras de ventas de NASCAR 09 y otros factores como la dificultad para crear nuevas funciones, la producción de los juegos anuales de NASCAR de estilo simulación se detuvo hasta el lanzamiento de Eutechnyx de  NASCAR The Game: 2011". La licencia de EA como productor oficial de videojuegos de NASCAR expiró con el lanzamiento de Gran Turismo 5.
Este juego marca el primer videojuego de NASCAR lanzado en una consola de Nintendo desde NASCAR 2005: Chase for the Cup.

## Pistas de carreras
Hay doce circuitos diferentes, cuatro de los cuales son sedes reales. Todos los lugares reales excepto Talladega Superspeedway incluyen no solo una parte de la pista real, sino también una sección ficticia todoterreno. En Daytona International Speedway y Bristol Motor Speedway, la línea de meta se encuentra en la sección todoterreno. En Dover International Speedway, la línea de meta se encuentra en la pista real, pero se encuentra justo después del cruce de la sección todoterreno. Las pistas de fantasía son Beltway Battle, Cactus Pass, Junkyard, Race Oil Harbor, Dinosaur Canyon, Red Clay Run, Riverside y Patriot Park.

## Recepción
NASCAR Kart Racing recibió críticas "mixtas o promedio", según el agregador de reseñas Metacritic.
IGN y Nintendo Life encontraron el juego divertido y elogiaron sus controles, estética, creatividad, manejo y modo multijugador, pero tuvieron problemas menores con la falta de soporte en línea, fantasma. corredores en contrarreloj y gráficos ligeramente mediocres para el hardware.